# 基地收发机站

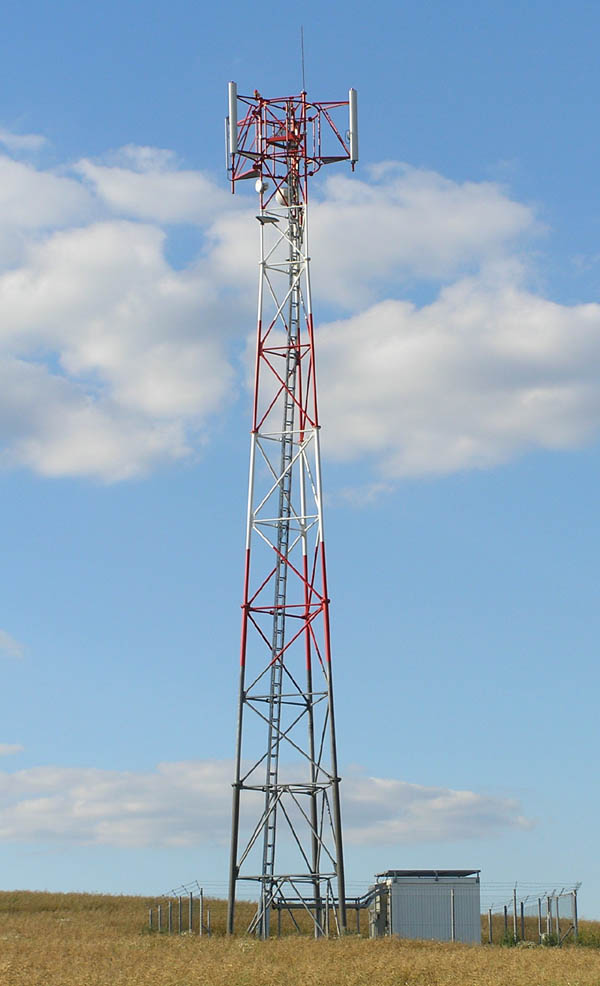
典型的BTS，具有天線、鐵塔及收容設備的機房

基地收发机站（基站收发信台，简称：BTS）是一个帮助在 UE（用户设备）和网络之间实现无线通信的设备。UE 是类似移动电话（手机）、WLL电话、具有无线因特网连接的计算机等设备。网络则可以是任何一种无线通信技术，例如 GSM、CDMA、无线本地环路、Wi-Fi、WiMAX，或者其它广域网技术。
BTS 也被称为节点B（node B，在 3G 网络中被这样称呼），或者简单地被称为无线电基站（Radio Base Station，简称：RBS）、“基站”。在关于 LTE 标准的讨论中，缩略语 eNB 被广泛地使用，来指代所涉及的节点B。
尽管 BTS 这个术语适用于任何无线通信标准，但是它主要还是和类似 GSM 和 CDMA 这样的移动通信技术联系在一起。在这一点上，一个 BTS 组成为系统管理而发展出的基站子系统（Base Station Subsystem，简称：BSS）的一部分。它可能同时具有用于对通信进行加密和解密的设备、频谱过滤工具（带宽通行过滤器，band pass filters），等等。一般来说，天线也会被认为是 BTS 的一部分，因为它们也帮助实现 BTS 的功能。通常一个 BTS 会拥有若干个收发机（也称“收发信机”，英文：transceivers，简称：TRXs），使得它们可以为多个频率和多个蜂窝扇面（sectors of the cell，在扇面化基站的情况下）提供服务。一个 BTS 由一个父节点的基站控制器（简称：BSC）通过基站控制功能（Base Station Control Function，简称：BCF）来控制。BCF 被做为一个独立的单元实现，或者甚至在紧凑型基站中（Compact Base Stations），与 TRX 合并在一起。BCF 提供一个面向网络管理系统（Network Management System，简称：NMS）的操作和维护（Operations and Maintenance，简称：O&M）连接，并管理每个 TRX 的操作状态，以及处理告警采集的软件。不论具体的无线通信技术是怎样，BTS 的基本结构和功能都是一样的。

## 一般架构
基本上，一个 BTS 具有如下的部件：
收发机（Transceiver，简称：TRX）常被称为“驱动器接收机”（driver receiver，简称：DRX）或“载频”。DRX 可以是单载频（single，称为sTRU）、双载频（double，称为 dTRU）或复合双无线电单元（Double Radio Unit，简称：DRU）。它基本上是进行信号的传输和接收，同时也向/从更上层的网元（例如移动通信中的 BSC）发送/接收信号。
功率放大器（Power Amplifier，简称：PA）放大来自 DRX 的信号，以便通过天线进行传输。可能会与 DRX 集成在一起。
合路器（Combiner）将来自若干个 DRX 的信号源合并在一起，这样它们就可以被通过单个天线发送，减少了天线的使用数量。
双工器（Duplexer）用于将去往/来自天线的发送/接收信号进行分离。通过同一个天线端口（连接到天线的线缆）来发送和接收信号。
天线（Antenna）BTS 就位于这个建筑结构下面。它可以被按原样安装，也可以以某种方式隐蔽（隐蔽式蜂窝站）。
告警延伸系统（Alarm extension system）采集 BTS 中的各单元的工作状态告警，并将它们延伸到操作和维护（O&M）监视站。
控制功能（Control function）控制和管理 BTS 的各个单元，包括所有的软件。在点配置（on-the-spot configurations）、状态变更、软件更新等，都是通过控制功能来完成的。
基带接收机单元（Baseband receiver unit，简称：BBxx）跳频，信号 DSP。

## 有关移动BTS的术语
分集技术（Diversity techniques）为了提升被接收到的信号的质量，通常使用两个接收天线，不相平地等距放置在相差四分之一波长（对于 900 兆赫兹电磁波来说，波长为 30 里面）的倍数的位置上。这个技术被称为天线分集（antenna diversity）或空间分集（space diversity），避免了路途衰减所带来的干扰。天线可以水平或垂直分布。水平分布需要更为复杂的安装，但是能带来更好的性能。
除了天线或空间分集之外，还有其它的分集技术，例如频率/时间分集，天线模式分集（antenna pattern diversity）、极化分集（polarization diversity）。
分离（Splitting）是指在一个特定的蜂窝区（particular area of the cell），也称“扇面”（sector）的功率流。因此，每个场域（field）因此就可以被认为像是一个新的蜂窝。
定向天线（Directional antennas）减少了 LORA（Low Range Antenna）干涉。如果不进行分扇面的话，该蜂窝将由一个全向天线（omnidirectional antenna）来提供服务，它向所有的方向都进行无线电发送。一个典型的结构是三扇面（trisector），也被称为三叶草（clover）。在这种结构里面，有三个扇面，分别由独立的天线的来提供服务。每个扇面都拥有一个独立的跟踪方向，通常是 120゜——考虑到毗邻扇面。其它的适应方案也可能被使用，以便适应本地的条件。二分蜂窝（Bisectored cells）也有被实现。这些情况下通常是每个天线负责一个 180゜的扇面。但仍然，还存在各地的变化方案。

## 延伸阅读
- Satoshi Maruyama, Katsuhiko Tanahashi, Takehiko Higuchi.  (PDF). FUJITSU Sci. Tech. J. 2002: 7  [2014-10-14]. （原始内容 (PDF)存档于2020-09-29）.